# ニコラス・スターン
スターン・オブ・ブレントフォード男爵ニコラス・ハーバード・スターン（英語: Nicholas Herbert Stern, Baron Stern of Brentford, CH FRS FBA FAcSS、1946年4月22日 - ）は、イギリスの経済学者。イギリス学士院フェロー（FBA）。現ロンドン・スクール・オブ・エコノミクス（LSE）教授およびアジア研究センターインド研究所所長。労働党所属。
2000年から2003年まで世界銀行チーフエコノミスト兼上級副総裁を務めた後、イギリス大蔵省（財務省）次官、経済顧問を歴任した。2006年10月30日に発表した「気候変動の経済学」と題する報告書（「スターン報告」）で知られる。

## 経歴
ロンドンのハマースミスにあるプライベートスクール、レイティマー上級学校（アッパースクール、高等学校に相当）を経て、ケンブリッジ大学ピーターハウスで数学の学位を、次いでオックスフォード大学ナフィールド・カレッジで経済学における博士号（Ph.D）を取得した。1970年にオックスフォード大学で教壇に立ち、1977年まで講師。1978年から1987年までウォーリック大学経済学部教授。1986年から1993年までロンドン・スクール・オブ・エコノミクス（LSE）ジョン・ヒックス記念教授。1994年から1999年まで欧州復興開発銀行チーフ・エコノミスト兼総裁特別顧問。スターンの研究は経済開発と成長に焦点があてられた。また、ケニアとインドにおける緑の革命に関する著作を著している。1999年から2000年まで、ジョン・ケイが設立したロンドン経済コンサルタントの会長を務めた。
世界銀行勤務の後、財務大臣のゴードン・ブラウンに請われて2003年から大蔵省に入り、大蔵次席事務次官（second permanent secretary）に就任する。次官としては金融部門を担当し、政府経済庁の長官を務めた。アフリカ政策調査会長官として2005年7月、気候変動と開発が経済に今後、どのような影響を及ぼすか調査を委任された。こうして作成された報告書が「スターン報告書」である。2006年10月30日に公開された報告書では気候変動（地球温暖化）が世界経済にもたらすコストについて述べられ、国際社会が早期の温暖化防止に取り組むこと、特に二酸化炭素を中心とする温室効果ガスの低排出技術開発が主張された。報告書は環境問題への対処が現状ではもっともコストの低い選択であるとし、英国はもちろん国際社会に大きな反響を巻き起こした。環境保護の観点からスターン報告書に賛同する人々のほか、ケネス・アローを筆頭に報告書に批判的な人々も主張を展開し、内外のメディアによってその反響は拡大していった。スターン自身は2007年に大蔵次官を辞任したが、彼の調査チームは引き続き、内閣府内に維持された。

## 受賞歴
1993年イギリス学士院会員に選出される。そのほか、全米科学アカデミー名誉会員に推挙された。2004年下級勲爵士に叙された。
2006年母校であるケンブリッジ大学ピーターハウスから名誉博士号を授与された。
2007年10月18日一代貴族（スターン・オブ・ブレントフォード男爵）に叙せられ、貴族院議員（無所属）に任命された。2009年、ブループラネット賞を受賞。
このほか、ウォーリック大学名誉教授（2006年）、ジュネーヴ外交・国際関係学校名誉教授（2007年）、シェフィールド大学名誉博士（2008年）、ヨーク大学名誉博士（2008年）を授与されている。2014年王立協会フェロー選出。